# Balcarres
Balcarres es un pueblo canadiense situado en la provincia de Saskatchewan.

## Superficie
Balcarres tiene una superficie de 1,62 km².

## Demografía
En 2021, tenía 616 habitantes, una densidad poblacional de 381,3 hab./km², y 271 viviendas.